# جورونگ غربی

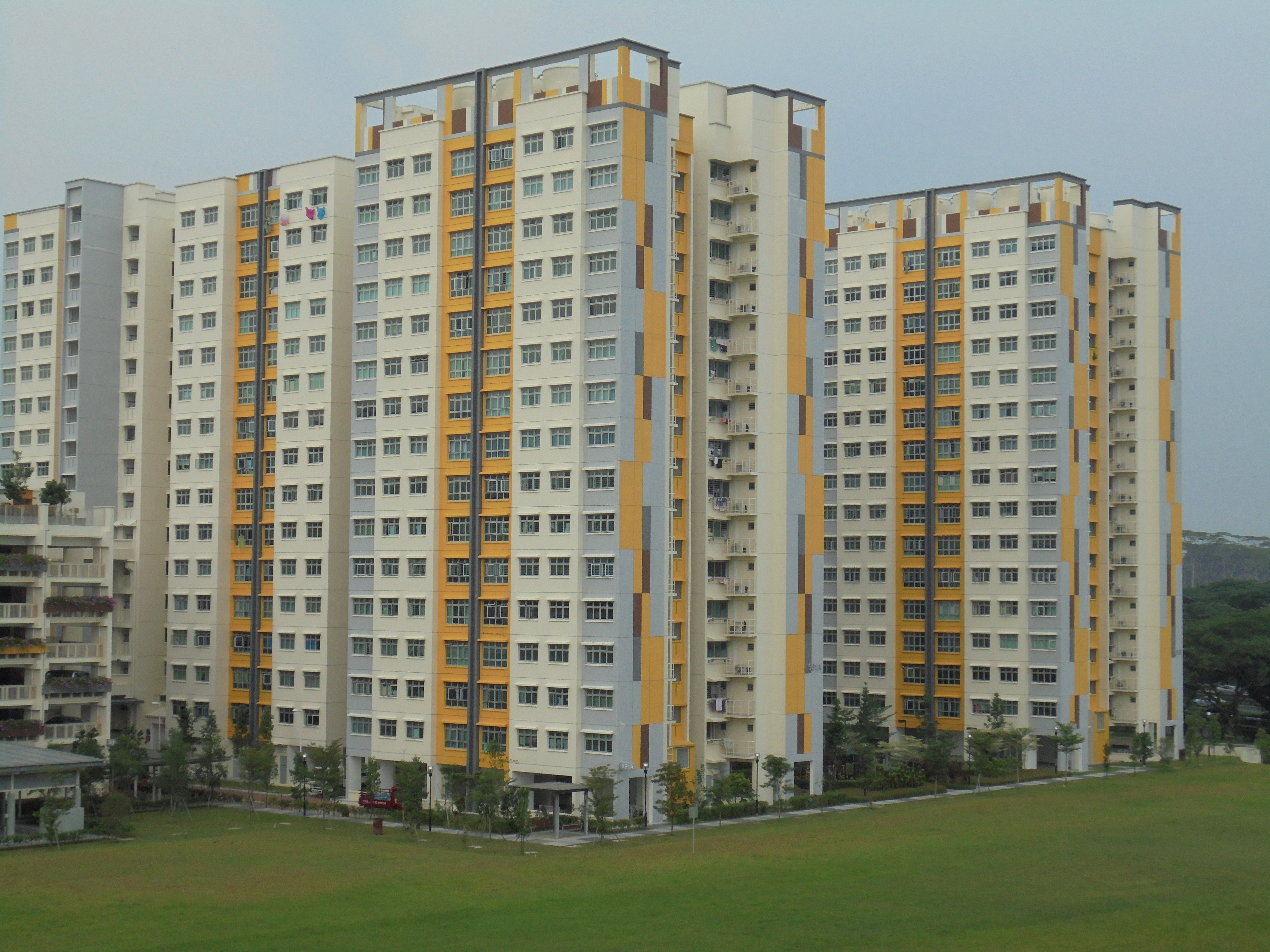
نمایی از ناحیهٔ شهری جورونگ غربی، سنگاپور - ۲۰۱۹

جورونگ غربی (به انگلیسی: Jurong West) یک ناحیهٔ شهری در کشور سنگاپور است که در سرشماری سال ۲۰۱۰ میلادی، ۲۶۷٬۵۲۴ نفر جمعیت داشته‌است.